# Before Dawn (内田雄馬の曲)
「Before Dawn」（ビフォア・ドーン）は、内田雄馬の楽曲。内田の2枚目のシングルとして2018年9月19日にKING AMUSEMENT CREATIVEから発売された。

## 音楽性
「Before Dawn」は、前作「NEW WORLD」の内容の続きを描いており、始まったばかりの新しい世界に踏み込むのは楽しさではだけではなく、大変なことがたくさんある。その中で頑張る人の背中を押す応援歌。テーマは「自分の中にある殻を打ち破る」。
「Stardust」は、切ないミディアムテンポのR&B曲であるが、詞は傷つき、痛みを伴いながら前に進んでいくというポジティブな内容。傷ついても力に変えられる日がいつか来るという思いを込めながらレコーディングを行った。「Looook UP !!!」は、頭の中で自問自答をしている自分に厳しい曲。楽曲は詞の内容とは異なり優しい曲調である。

## リリース
前作「NEW WORLD」から約4カ月ぶりのリリース。期間限定盤、通常盤の2種リリース。期間限定盤には「Before Dawn」のミュージックビデオ、メイキング映像を収録したDVDが付属。「NEW WORLD」のリリースイベント時に本作の制作を発表した。

## プロモーション
10月21日から11月11日まで名古屋、大阪、東京で発売記念イベントを開催予定。内容はトーク、握手会、ミニライブ。YouTubeの「内田雄馬 YouTube OFFICIAL CHANNEL」で、8月15日に「Before Dawn」、8月29日に「Stardust」、9月14日に「Looook UP !!!」の試聴動画を配信。

## アートワーク、パッケージ
「Before Dawn」の「自分の中にある殻を打ち破る」というテーマに合わせ、紙を破り顔を覗かせている。アーティストとして切り開いた世界を打ち破り、新たな未来に進んでいくという思いを込めている。

## ミュージック・ビデオ
前作「NEW WORLD」のPVよりも多く振りが付けられている。ヘリポートで撮影を行った。曲名の「Befor Dawn」の日本語訳「夜明け前」をイメージし、夕焼け空を夜明けに見立てているシーンがある。スタジオで撮影しているシーンもあり、スタジオのシーンでは悩みや葛藤を表現している。YouTubeの「内田雄馬 YouTube OFFICIAL CHANNEL」で、9月6日にミュージックビデオのショートバージョン、9月25日に中国語字幕版のミュージックビデオのショートバージョンが配信された。

## シングル収録曲
| #         | タイトル                          | 作詞                | 作曲                  | 編曲                | 時間  |
| --------- | --------------------------------- | ------------------- | --------------------- | ------------------- | ----- |
| 1.        | 「Before Dawn」                   | 園田健太郎、伊藤 翼 | 園田健太郎、伊藤 翼   | 園田健太郎、伊藤 翼 | 5:17  |
| 2.        | 「Stardust」                      | 早川博隆、Shogo     | 早川博隆、Shogo       | 早川博隆            | 3:46  |
| 3.        | 「Looook UP !!!」                 | FURUTA              | FURUTA、Hiroki Sagawa | Hiroki Sagawa       | 3:14  |
| 4.        | 「Before Dawn」(off vocal ver.)   |                     |                       |                     | 5:16  |
| 5.        | 「Stardust」(off vocal ver.)      |                     |                       |                     | 3:44  |
| 6.        | 「Looook UP !!!」(off vocal ver.) |                     |                       |                     | 3:12  |
| 合計時間: | 合計時間:                         | 合計時間:           | 合計時間:             | 合計時間:           | 24:29 |

| #  | タイトル                     | 作詞 | 作曲・編曲 |
| -- | ---------------------------- | ---- | ---------- |
| 1. | 「Before Dawn」(Music Video) |      |            |
| 2. | 「Before Dawn」(MAKING)      |      |            |

## チャート
| チャート（2018年）                | 最高位 |
| --------------------------------- | ------ |
| オリコン（週間）                  | 11     |
| オリコン（週間・アニメ）          | 5      |
| オリコン（月間）                  | 36     |
| Billboard Japan Hot 100           | 33     |
| Billboard Japan Hot Animation     | 6      |
| Billboard Japan Top Singles Sales | 12     |